# Liste von Gemälden der Herzogin-Anna-Amalia-Bibliothek

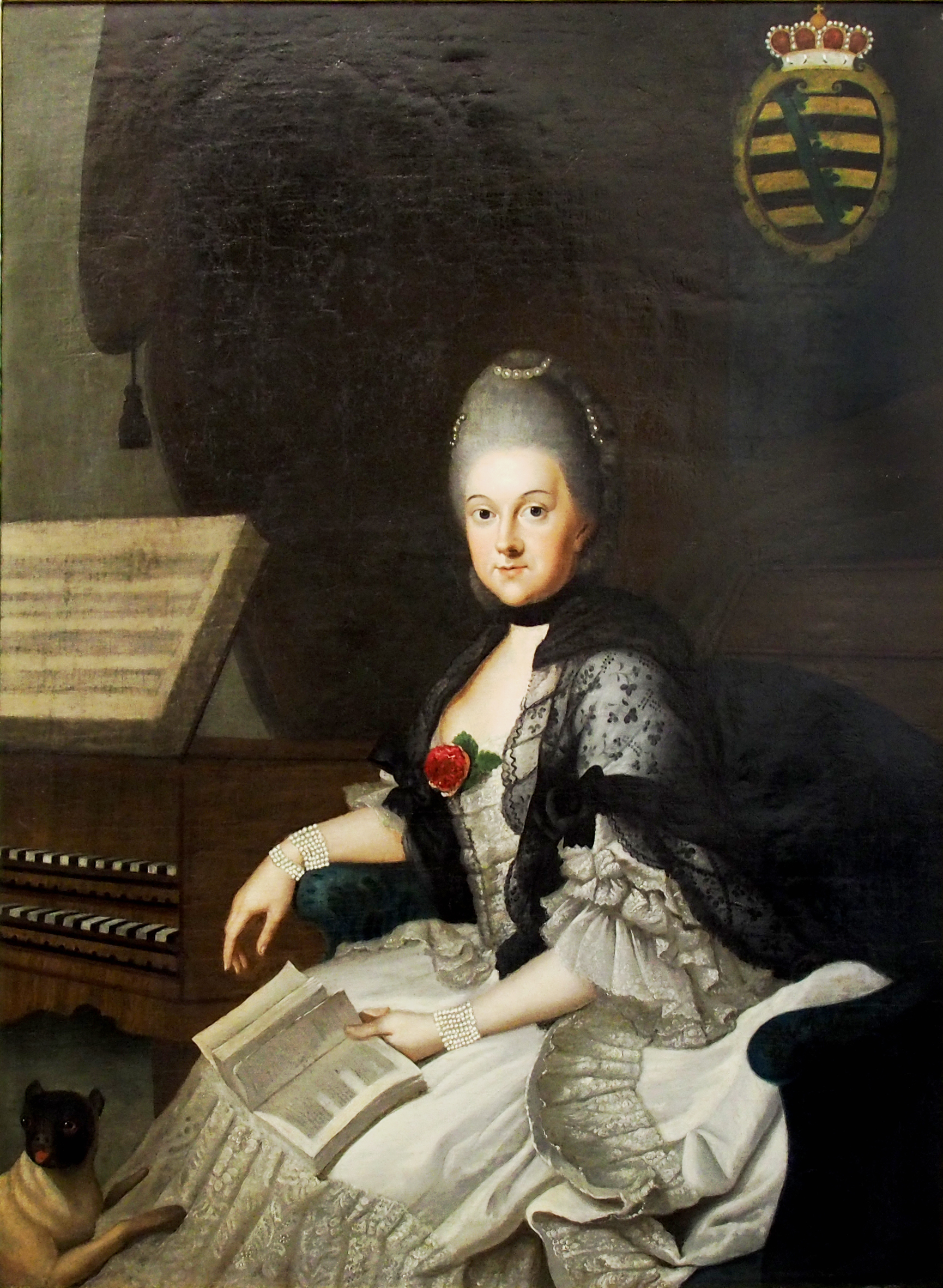
Anna Amalia, Herzogin von Sachsen-Weimar-Eisenach (Gemälde von Johann Ernst Heinsius nach Johann Georg Ziesenis dem Jüngeren, 1769)

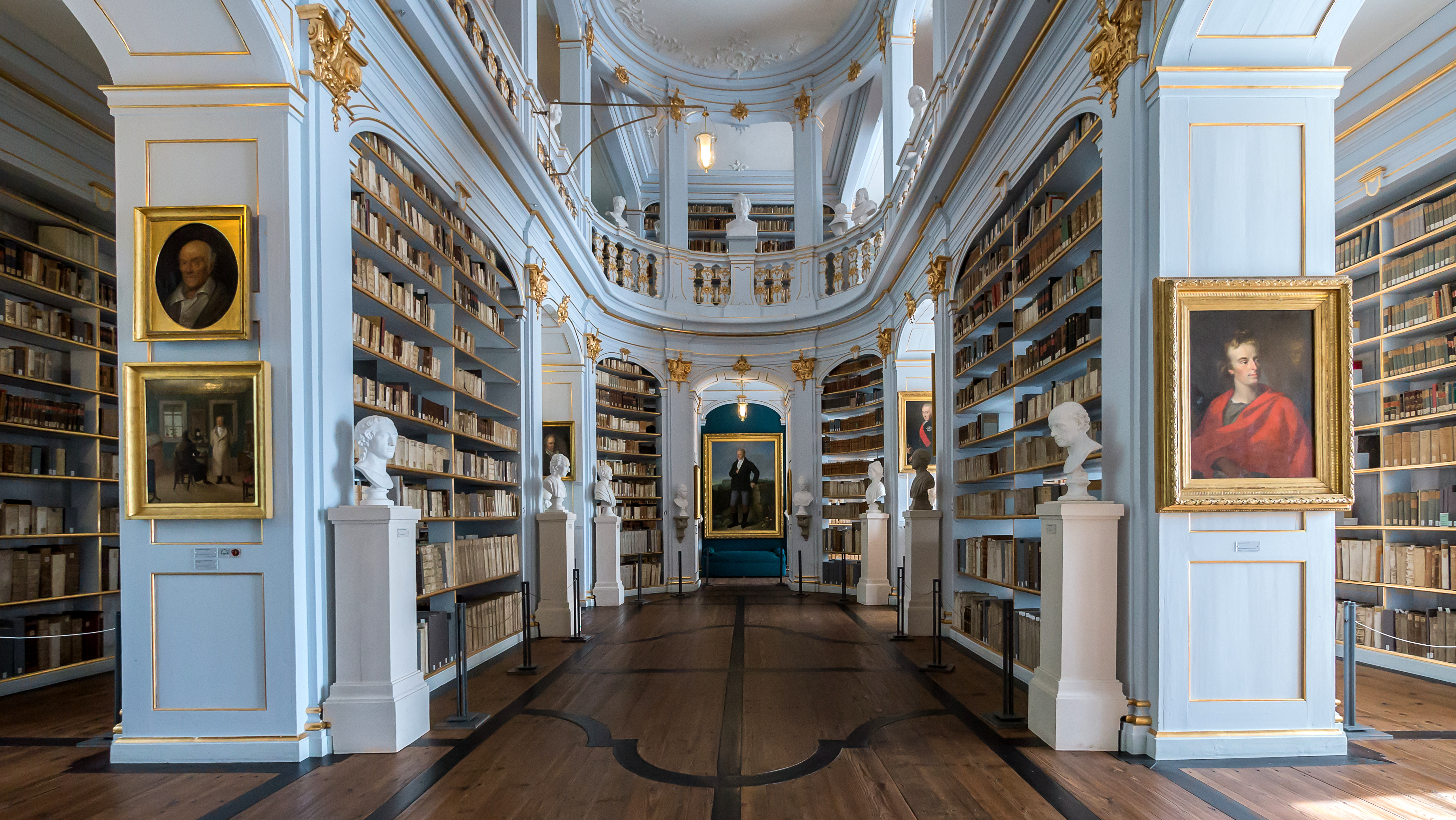
Rokokosaal unten

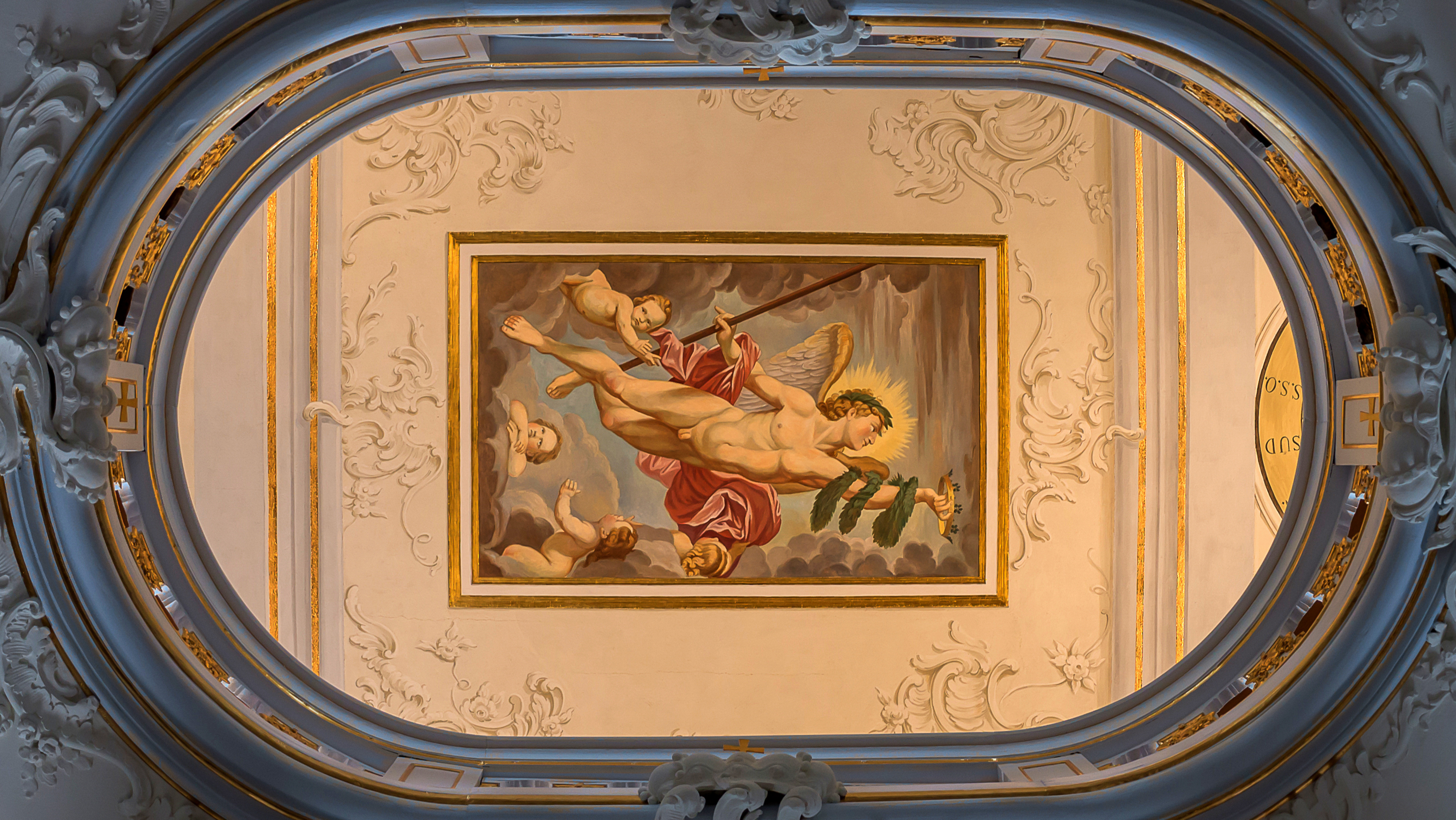
Deckengemälde „Der Genius des Ruhmes“

Das Deckengemälde des Rokokosaales der Herzogin-Anna-Amalia-Bibliothek Der Genius des Ruhms ist die 2007 geschaffene Rekonstruktion des verbrannten Deckengemäldes Johann Heinrich Meyers nach Annibale Carracci, die der Augsburger Kunstmaler Hermenegild Peiker samt Windrose und gemalten Stuckverzierungen direkt auf den Putz brachte.
Im Rokokosaal befinden sich zahlreiche Porträts bzw. Gemälde u. a. Goethes und Schillers. Sie bilden zusammen mit der Porträtplastik das „Pantheon der Weimarer Klassik“. Weitere Gemälde stellen Anna Amalia und den Großherzog Carl August dar. Letzterer wurde von Ferdinand Jagemann 1805 gemalt. Ebenso ist Karl Ludwig von Knebel hervorzuheben wie auch Goethe diktiert seinem Schreiber John in seinem Arbeitszimmer von Johann Joseph Schmeller von 1834 bzw. Friedrich Schiller von Johann Friedrich August Tischbein. Auch befindet sich hier die Zeichnung Ferdinand Jagemanns Schiller auf dem Totenbett von 1805. Jagemann malte auch Christoph Martin Wieland 1805 und ein Goethe-Porträt 1806, die sich in der Bibliothek befinden. Auch Bildnisse von Bibliothekaren sind vorhanden wie u. a. das des Reinhold Köhler von James Marshall.

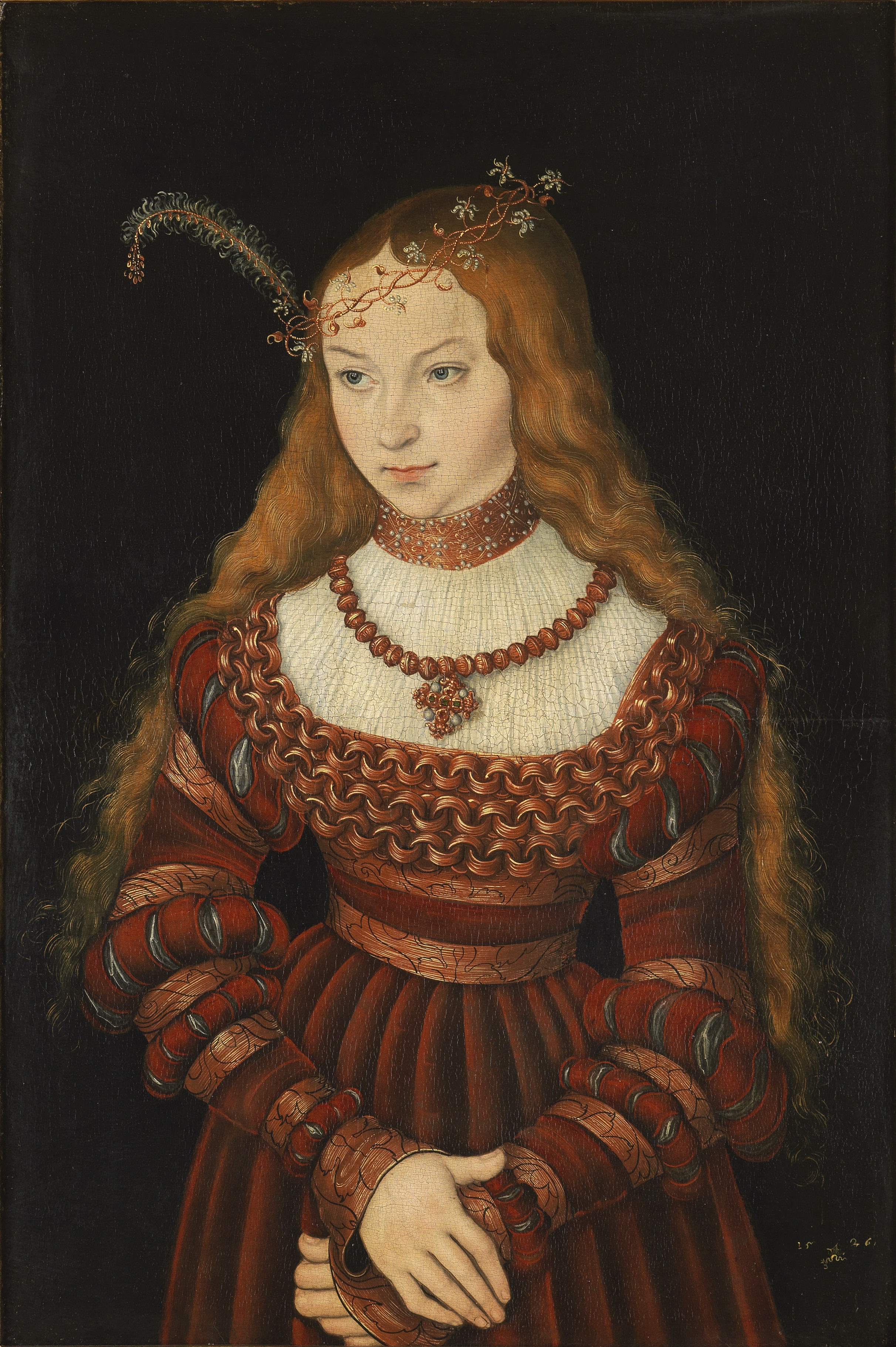
Bildnis der Sybille von Cleve

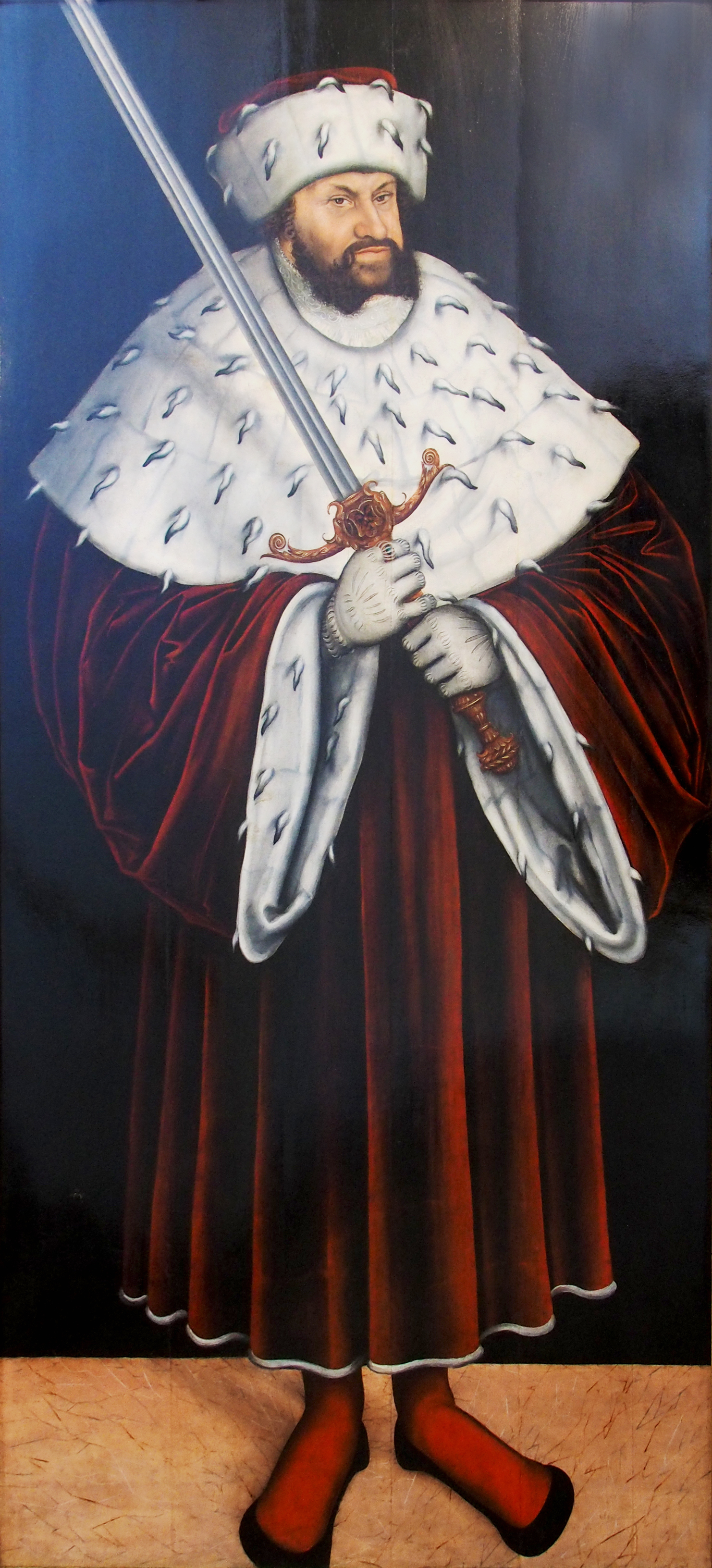
Kurfürst Johann I. von Sachsen

Der Renaissancesaal der Bibliothek von 1567 präsentiert Werke von Lucas Cranach dem Älteren und Lucas Cranach dem Jüngeren und ihrer Werkstatt. Die 2022 eingerichtete Dauerausstellung Cranachs Bilderfluten gibt Einblick in die Gedankenwelt der Reformationszeit und zeigt neben Prinzessin Sybille von Jülich-Kleve-Berg von 1526 Grafiken, Buchillustrationen und Medaillen.
Die Cranachsche Werkstatt war eine der produktivsten ihrer Zeit. Diese Werke befanden sich zuvor im Weimarer Stadtschloss. So wurde auch Kurfürst Johann I. von Sachsen von Lucas Cranach dem Älteren porträtiert. Dieses Gemälde entstand zwischen 1540 und 1545.